# Puebla de la Sierra
Puebla de la Sierra är en kommun i Spanien. Den ligger i den autonoma regionen Madrid, i den centrala delen av landet, 70 km norr om huvudstaden Madrid. Antalet invånare är 93 (2024).